# Dad
Dad (bra Meu Pai, uma Lição de Vida) é um filme norte-americano de 1989, do gênero comédia dramática, escrito e dirigido por Gary David Goldberg, com roteiro baseado no romance Dad, de William Wharton.
Steven Spielberg coproduziu esta comédia agridoce em que um executivo cuida do pai que tem câncer. 

## Sinopse
Com câncer, Jake Tremont é um idoso que vislumbra a morte logo à frente. Ele sempre foi cioso de sua liberdade, por isso ressente-se de depender de outrem para as tarefas do dia a dia. Por seu lado, o filho John aceita mal a ideia de cuidar do pai. O doutor Chad consegue devolver a autoconfiança a Jake, porém quando a  iminência de sua morte atinge todos ao redor, ele se deixa levar pela fantasia. Ele trata episódios felizes que vivenciou como se estivessem acontecendo naquele momento. O resto da família procura satisfazer as vontades do doente terminal, o que resulta em que se tornam muito mais próximos do que estiveram em muitos anos.

## Prêmios e indicações
| Prêmio             | Categoria                    | Recipiente                        | Situação |
| ------------------ | ---------------------------- | --------------------------------- | -------- |
| Oscar 1990         | Melhor maquiagem e penteados | Dick Smith, Ken Diaz, Greg Nelson | Indicado |
| Globo de Ouro 1990 | Melhor ator - drama          | Jack Lemmon                       | Indicado |

## Elenco
| Ator/Atriz          | Personagem      |
| ------------------- | --------------- |
| Jack Lemmon         | Jake Tremont    |
| Ted Danson          | John Tremont    |
| Olympia Dukakis     | Bette Tremont   |
| Kathy Baker         | Annie           |
| Kevin Spacey        | Mario           |
| Ethan Hawke         | Billy           |
| Zakes Mokae         | Doutor Chad     |
| J. T. Walsh         | Doutor Santana  |
| Peter Michael Goetz | Doutor Ethridge |
| John Apicella       | Doutor Delibro  |
| Richard McGonagle   | Victor Walton   |